# 半人馬座V765
半人馬座V765，又名CD-39 8390，HD 118781、SAO 204708、HR 5135，是半人馬座的一颗恒星，视星等为6.27，位于銀經312.92，銀緯22.19，其B1900.0坐标为赤經13h 33m 48.4s，赤緯-39° 22.19′ 22″。